# Hypocysta aroa
Hypocysta aroa är en fjärilsart som beskrevs av Bethune-Baker 1908. Hypocysta aroa ingår i släktet Hypocysta och familjen praktfjärilar. Inga underarter finns listade i Catalogue of Life.

## Bildgalleri

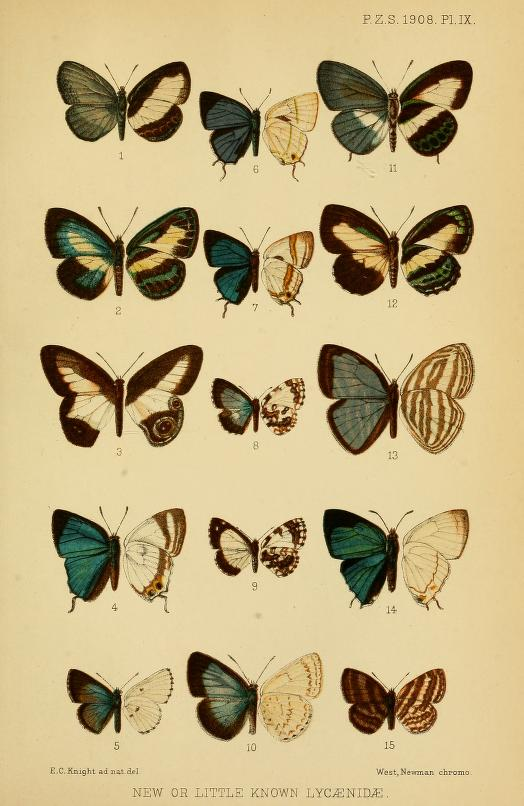